# Penstemon hartwegii
Espèce
Penstemon hartwegii  est une espèce de plantes de la famille des Plantaginacées, originaire d'Amérique du Nord. Elle est connue sous le nom de   Hartweg’s Beardtongue en anglais.

## Description
Cette espèce est pérenne, native du Mexique, et peut atteindre 70cm de hauteur. Les fleurs sont généralement de couleur rouge. C’est aussi une plante d’ornement.